# Европско првенство у атлетици на отвореном 1962 — 200 метара за жене
Таакмичење у трчању на 200 метара у женској конкуренцији на 7. Европском првенству у атлетици 1962. одржано је 14. и 15. септембра у Београду на стадиону ЈНА.
Титулу освојену у Стокхолму 1958, није бранила Барбара Јанишевска из Пољске

## Земље учеснице
Учествовало је 16 такмичарки из 9 земаља. 
1. Белгија (1)
2. Италија (1)
3. Југославија (1)
4. Мађарска (1)
5. Немачка (3)
6. Пољска (2)
7. СССР (1)
8. Уједињено Краљевство (3)
9. Француска (3)

## Рекорди
| Рекорди пре почетка Европског првенства 1962.     | Рекорди пре почетка Европског првенства 1962. | Рекорди пре почетка Европског првенства 1962. | Рекорди пре почетка Европског првенства 1962. | Рекорди пре почетка Европског првенства 1962. | Рекорди пре почетка Европског првенства 1962. |
| ------------------------------------------------- | --------------------------------------------- | --------------------------------------------- | --------------------------------------------- | --------------------------------------------- | --------------------------------------------- |
| Светски рекорд                                    | Вилма Рудолф                                  | Сједињене Државе                              | 22,9                                          | Корпус Кристи, САД                            | 9. јул 1960.                                  |
| Европски рекорд                                   |                                               |                                               |                                               |                                               |                                               |
| Рекорди европских првенстава                      | Станислава Валасјевич                         | Пољска                                        | 23,8                                          | Беч, Нацистичка Немачка                       | 18. септембар 1938.                           |
| Рекорди после завршетка Европског првенства 1962. |                                               |                                               |                                               |                                               |                                               |
| Рекорди европских првенстава                      | Валентина Мословска                           | СССР                                          | 23,8                                          | Београд, Југославија                          | 14. септембар 1962.                           |
| Рекорди европских првенстава                      | Барбара Собота                                | Пољска                                        | 23,8                                          | Београд, Југославија                          | 14. септембар 1962.                           |
| Рекорди европских првенстава                      | Јута Хајне                                    | Немачка                                       | 23,6                                          | Београд, Југославија                          | 14. септембар 1962.                           |
| Рекорди европских првенстава                      | Јута Хајне                                    | Немачка                                       | 23,5                                          | Београд, Југославија                          | 15. септембар 1962                            |

## Освајачи медаља
|                    |                                    |                       |
| Јута Хајне Немачка | Дороти Хајман Уједињено Краљевство | Барбара Собота Пољска |

## Сатница
| Датум         | Време | Коло          |
| ------------- | ----- | ------------- |
| 14. септембар | 16:00 | Квалификације |
| 14. септембар | 20:25 | Полуфинале    |
| 15. септембар | 14:40 | Финале        |

## Резултати

### Квалификације
У квалификацијама такмичарке су биле подељене у четири групе. За полуфинале су се квалификовале по 3 прволасиране из све четири групе (КВ).
Ветар: 1. гр. 1,3 м/с, 2. гр. 1 м/с, 3. гр. 2,8 м/с, 4. гр. 0,9 м/с
| Пласман | Група | Такмичарка          | Земља                | Резултат | Белешке  |
| ------- | ----- | ------------------- | -------------------- | -------- | -------- |
| 1.      | 1     | Валентина Масловска | СССР                 | 23,8     | КВ, =РЕП |
| 2       | 2     | Дороти Хајман       | Уједињено Краљевство | 23,9     | КВ       |
| 3.      | 3     | Ен Пакер            | Уједињено Краљевство | 24,0 в   | КВ       |
| 4.      | 1     | Барбара Собота      | Пољска               | 24,1     | КВ       |
| 4.      | 3     | Елзбиета Широка     | Пољска               | 24,1 в   | КВ       |
| 4.      | 4     | Јута Хајне          | Немачка              | 24,1     | КВ       |
| 7.      | 1     | Ханелоре Репке      | Немачка              | 24,2     | КВ       |
| 8.      | 3     | Доната Ђовани       | Италија              | 24,4 в   | КВ       |
| 9.      | 4     | Дафни Арден         | Уједињено Краљевство | 24,5     | КВ       |
| 10.     | 2     | Клодет Актис        | Француска            | 24,7     | КВ       |
| 11.     | 2     | Ида Суч             | Мађарска             | 25,1     | КВ       |
| 11.     | 4     | Олга Шиковец        | Југославија          | 25,1     | КВ       |
| 13.     | 3     | Јохана Гајзер       | Немачка              | 24,6 в   |          |
| 14.     | 3     | Рене Анжамбер       | Француска            | 25,3 в   |          |
| 14.     | 1     | Мишел Даваз         | Француска            | 25,3     |          |
| 16.     | 4     | Терезе Шуреман      | Белгија              | 26,5     |          |

в = ветар

### Полуфинале
У полуфиналу такмичарке су биле подељене у две групе. За финале су се квалификовале прве три из обе групе (КВ).
Ветар 1. пф. 0 м/с, 2. пф. 0 м/с
| Пласман | Група | Такмичарка          | Земља                | Резултат | Белешке  |
| ------- | ----- | ------------------- | -------------------- | -------- | -------- |
| 1.      | 2     | Јута Хајне          | Немачка              | 23,6     | КВ, РЕП  |
| 2.      | 1     | Барбара Собота      | Пољска               | 23,8     | КВ, =РЕП |
| 3.      | 2     | Дороти Хајман       | Уједињено Краљевство | 23,7     | КВ       |
| 4.      | 1     | Валентина Масловска | СССР                 | 24,0     | КВ       |
| 5.      | 1     | Ен Пакер            | Уједињено Краљевство | 24,2     | КВ       |
| 6.      | 2     | Дафни Арден         | Уједињено Краљевство | 24,3     | КВ       |
| 7.      | 1     | Ханелоре Репке      | Немачка              | 24,3     |          |
| 8.      | 2     | Клодет Актис        | Француска            | 24,5     |          |
| 9.      | 2     | Елзбиета Широка     | Пољска               | 24,7     |          |
| 10.     | 2     | Доната Ђовани       | Италија              | 24,8     |          |
| 11.     | 4     | Олга Шиковец        | Југославија          | 25,0     |          |
| 12.     | 1     | Ида Суч             | Мађарска             | 25,1     |          |

### Финале
Ветар: -2,3 м/с
| Пласман | Такмичарка          | Земља                | Резултат | Белешке |
| ------- | ------------------- | -------------------- | -------- | ------- |
|         | Јута Хајне          | Немачка              | 23,5     | РЕП     |
|         | Дороти Хајман       | Уједињено Краљевство | 23,7     |         |
|         | Барбара Собота      | Пољска               | 23,9     |         |
| 4       | Дафни Арден         | Уједињено Краљевство | 24,2     |         |
| 5       | Валентина Масловска | СССР                 | 24,2     |         |
| 6       | Ен Пакер            | Уједињено Краљевство | 24,4     |         |